# Teutamus
Teutamus es un género de arañas araneomorfas de la familia Liocranidae. Se encuentra en el sudeste de Asia.

## Lista de especies
Según The World Spider Catalog 13.5:
- Teutamus andrewdavisi Deeleman-Reinhold, 2001
- Teutamus apiculatus Dankittipakul, Tavano & Singtripop, 2012
- Teutamus brachiatus Dankittipakul, Tavano & Singtripop, 2012
- Teutamus calceolatus Dankittipakul, Tavano & Singtripop, 2012
- Teutamus christae Ono, 2009
- Teutamus deelemanae Dankittipakul, Tavano & Singtripop, 2012
- Teutamus fertilis Deeleman-Reinhold, 2001
- Teutamus globularis Dankittipakul, Tavano & Singtripop, 2012
- Teutamus hirtellus Dankittipakul, Tavano & Singtripop, 2012
- Teutamus jambiensis Deeleman-Reinhold, 2001
- Teutamus leptothecus Dankittipakul, Tavano & Singtripop, 2012
- Teutamus lioneli Dankittipakul, Tavano & Singtripop, 2012
- Teutamus orthogonus Dankittipakul, Tavano & Singtripop, 2012
- Teutamus poggii Dankittipakul, Tavano & Singtripop, 2012
- Teutamus politus Thorell, 1890
- Teutamus rama Dankittipakul, Tavano & Singtripop, 2012
- Teutamus rhino Deeleman-Reinhold, 2001
- Teutamus rollardae Dankittipakul, Tavano & Singtripop, 2012
- Teutamus rothorum Deeleman-Reinhold, 2001
- Teutamus seculatus Dankittipakul, Tavano & Singtripop, 2012
- Teutamus serrulatus Dankittipakul, Tavano & Singtripop, 2012
- Teutamus spiralis Dankittipakul, Tavano & Singtripop, 2012
- Teutamus sumatranus Dankittipakul, Tavano & Singtripop, 2012
- Teutamus tortuosus Dankittipakul, Tavano & Singtripop, 2012
- Teutamus vittatus Deeleman-Reinhold, 2001